# Mk 42 5インチ砲
Mk.42 5インチ単装速射砲は、アメリカ海軍の艦砲システム。54口径127mm砲Mk.18（5"/54 Caliber Gun Mark 18）を単装砲塔と組み合わせた両用砲である。

## 来歴
第二次世界大戦後期のアメリカ海軍軍艦が搭載した対空兵器は、艦種にかかわらず、遠距離用として38口径12.7cm砲（方位盤はMk.37）、中距離用として56口径40mm機銃（方位盤はMk.51）、近距離での最終防御用として70口径20mm機銃（照準器はMk.14）の3種類に統一されており、部隊の縦深的な防空網が構築されていた。
その有用性は実戦で証明されていたものの、性能向上を続ける航空機に対して、将来的な不安が残るものであった。アメリカ海軍兵器局では、既に1939年より、38口径12.7cm砲の後継となる54口径12.7cm砲の開発に着手しており、Mk.39単装砲としてミッドウェイ級航空母艦に搭載し、装備化した。これは、既存の38口径12.7cm砲と比して、砲身長を増したことで初速の増大と射程の延伸を図ったものの、人力装填方式のため、射撃速度は著変なく、戦後に飛躍的に発達した高速のジェット機に対抗するには不足と考えられた。
このことから、54口径12.7cm砲（Mk.39 5インチ砲）と同様の長砲身を採用しつつ、装填・給弾機構を自動化した省力砲として開発されたのが本砲である。開発は1950年に完了し、オレゴン・シティ級重巡洋艦を設計変更した戦術指揮艦「ノーザンプトン」に搭載されて装備化された。

## 設計
本砲システムは、露天甲板上の砲塔部と、その直下の上部揚弾薬機、管制盤を備えた換装室、さらにその下の下部揚弾薬機と、2基の円筒型弾倉を備えた弾火薬供給所から構成されている。操作要員は16名で、砲塔内に4名、換装室に2名、弾火薬供給所に10名（給弾手4名、給弾手1名が2組）が配置される。またシステムの簡素化を図った最終発達型であるMod.10では、砲員は12名（砲塔内2名、換装室1名、弾火薬供給所9名）に削減された。
本砲システムの最大の特長は、毎分40発という高い発射速度であるが、これを実現するのが、揚弾薬作業の機械化である。揚弾薬機構は左右2組が設置されており、交互に装填することで、発射速度を倍増させるとともに、片方が故障しても、他の1組によって毎分20発の射撃を継続できるよう配慮された。
最下部の弾火薬供給所においては、弾火薬倉から取り出された砲弾・薬莢が人力でドラム型弾倉に装填される。弾倉に装填された弾薬は、一体となって上部揚弾薬機まで垂直揚弾されたのち、回転式移送装置により、砲塔に従属する（砲塔とともに旋回し、発砲方位に向いている）揚弾薬機に移送され、砲塔内に垂直揚弾される。ただしこの機構の複雑さが故障を招いているとの指摘もあり、実際には、発射速度を毎分30発程度まで落として運用していることが多い。
砲塔は角に丸みを帯びた箱型で、新型のMk.18砲が単装に配されている。初期型においては、砲塔天蓋上前部の左右両側に砲塔操縦士の照準用として半球型ドームが設置されていた。左側が対水上射撃用、右側が対空射撃用で、艦の射撃照準用方位盤が故障した場合の砲側照準用のものであった。ただし、後期型では右側のドームが廃止され、メクラ蓋で覆っているもの、あるいは完全に廃止しているものもある。
38口径12.7cm連装砲2基を基準とすると、本砲2基の防空火力は1.5倍と見積もられた。また本砲をMk.68 砲射撃指揮装置と組み合わせた場合、中高度・中速直進目標に対する対空有効射程が約5,000ヤード (4,600 m)、発射弾数20発時の有効弾確率が約5％とされていた。

### 派生型

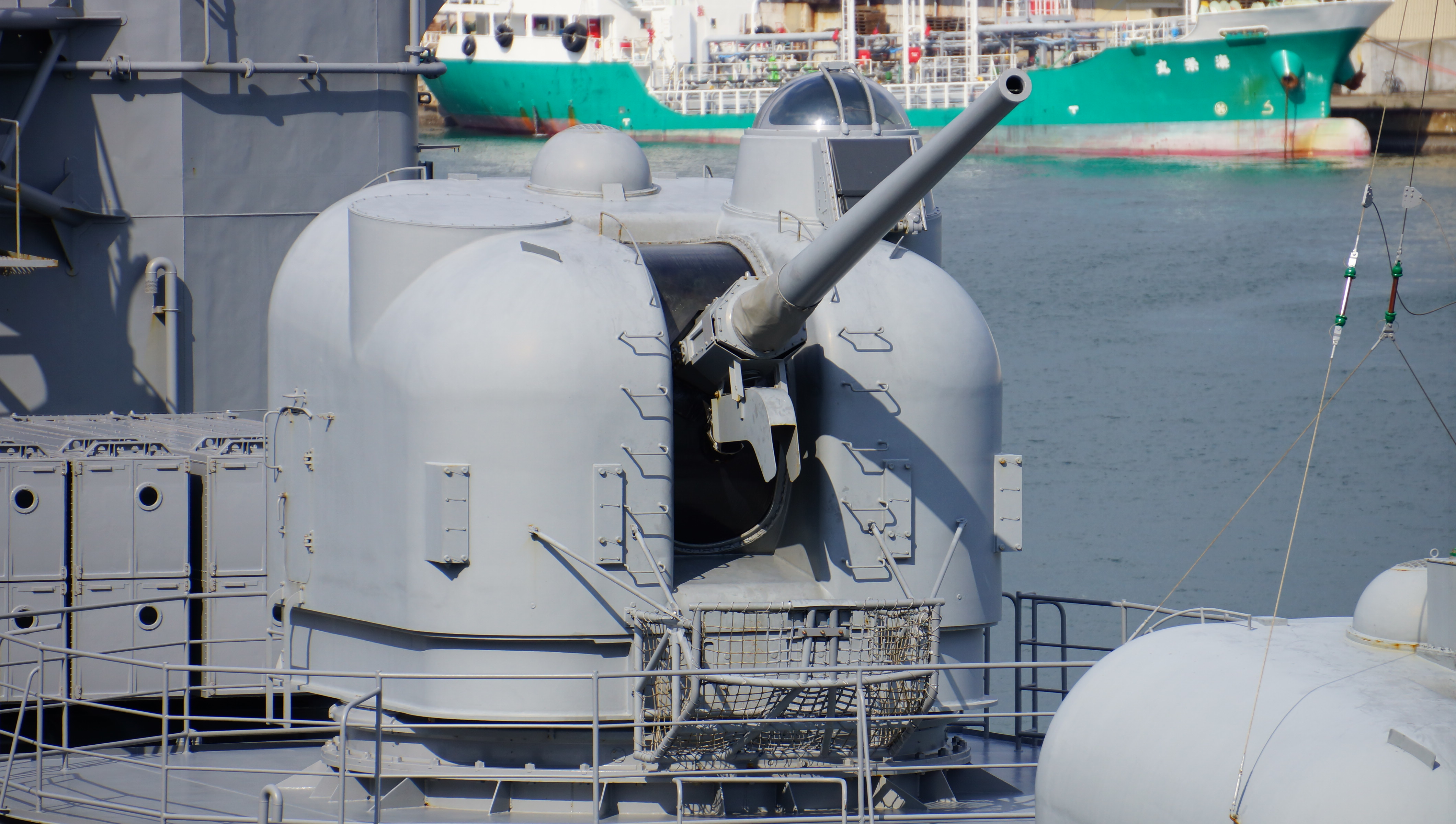
「くらま」搭載のMk42 (J) ModN-7

Mod 0-6
初期生産型。
Mod 7-10
改良型の軽量砲。
73式54口径5インチ単装速射砲
日本製鋼所でのライセンス生産モデル。Mk42 (J) ModN-7とも呼称。

## 採用艦艇
アメリカ海軍
- 戦術指揮艦「ノーザンプトン」
- ミッチャー級駆逐艦
- フォレスト・シャーマン級駆逐艦
- フォレスタル級航空母艦
- ファラガット級ミサイル駆逐艦
- チャールズ・F・アダムズ級ミサイル駆逐艦
- ベルナップ級ミサイル巡洋艦
- 原子力ミサイル巡洋艦「トラクスタン」
- ノックス級フリゲート

 エジプト海軍
- ダムヤット級フリゲート

 オーストラリア海軍
- パース級駆逐艦

 海上自衛隊
- たかつき型護衛艦
- はるな型護衛艦
- たちかぜ型護衛艦
- しらね型護衛艦
- はたかぜ型護衛艦

 スペイン海軍
- バレアレス級フリゲート

 タイ海軍
- プチャヨファ・チュラロク級フリゲート

 台湾海軍
- 済陽級フリゲート

 ドイツ海軍
- リュッチェンス級駆逐艦

 トルコ海軍
- ムアヴェネト級フリゲート
- テーペ級フリゲート

 メキシコ海軍
- アレンデ級フリゲート

## 登場作品

### 映画
『ゴジラvsビオランテ』
はるな型護衛艦「ひえい」が、浦賀水道を侵攻するゴジラに対して使用する。この作品の映像は、『ゴジラ×モスラ×メカゴジラ 東京SOS』に流用される。

### 漫画・小説
『大逆転！ミッドウェー海戦』（檜山良昭作品 『大逆転！』シリーズ小説）
ミッドウェー海戦勃発直前の同沖にタイムスリップしてしまった「しらね」と「はたかぜ」が、旧アメリカ軍機に対して使用する。
『沈黙の艦隊』
第2護衛隊群の「はるな」と「たちかぜ」が、アメリカ海軍が放ったハープーンの迎撃に使用したほか、アメリカ海軍の艦艇が原子力潜水艦「やまと」に対して使用する。
『日本国召喚』
小説3巻に登場。護衛艦「しまかぜ」がパーパルディア皇国海軍の戦列艦に使用する。
『亡国のイージス』
小説版と漫画版において登場する、架空のはたかぜ型護衛艦「うらかぜ」が、飛来するハープーンの迎撃に使用する。